# Championnat d'Europe masculin de rink hockey des moins de 23 ans
Le Championnat d'Europe masculin de rink hockey des moins de 23 ans est une compétition de rink hockey  au cours de laquelle s'affrontent les équipes nationales masculines de moins de 23 ans de pays européens. Il a lieu tous les deux ans et est organisé par la World Skate Europe. 

## Histoire
Le Portugal organise la première édition qui se déroule à Paredes en 2023.
Il s’agit d’une première de ce Championnat d’Europe qui, selon Orlando Panza, président de la Commission technique de rink hockey de la WSE, entend « poursuivre le projet d’évolution des athlètes, promouvoir et encourager la compétition » et, en même temps, « augmenter le sens des responsabilités et le respect dans les actions des athlètes dans une phase de consolidation de leur orientation compétitive ». D’autre part, cette compétition se veut un « moment où les nations peuvent évaluer leur évolution et préparer l’avenir au plus haut niveau des compétitions internationales ».

## Palmarès

### Par édition
| Édition | Année | Lieu                          | Or       | Argent   | Bronze | Quatrième |
| ------- | ----- | ----------------------------- | -------- | -------- | ------ | --------- |
| 1       | 2023  | Paredes, Portugal             | Espagne  | Portugal | Italie | Suisse    |
| 2       | 2025  | Sant Sadurní d'Anoia, Espagne | Portugal | Espagne  | France | Italie    |

### Bilan par nation
| Rang | Équipe   | Or | Argent | Bronze | Total |
| ---- | -------- | -- | ------ | ------ | ----- |
| 1    | Espagne  | 1  | 1      | 0      | 2     |
| 2    | Portugal | 1  | 1      | 0      | 2     |
| 3    | Italie   | 0  | 0      | 1      | 1     |
| 4    | France   | 0  | 0      | 1      | 1     |